# Теодора Палеолог, бугарска царица
Теодора Палеолог (Бугарски: Теодора Палеологина, Грч. Θεοδωρα Παλαιολογινα, 1308.–1330. године), је била византијска принцеза која је постала бугарска царица као супруга царева Теодора Светослава Тертера од 1308. године, до његове смрти 1321. године и Михаила III Шишмана од 1324. године, до његовог пада у бици код Велбажда 28. јула 1330. године.
Била је ћерка византијског цара Михаила IX Палеолога (1295–1320. године), сина и савладара цара Андроника II Палеолога (1282–1328. године), и царице Рите Јерменске која је била ћерка јерменског владара Киликијског краљевства. Била је сестра византијског цара Андроника III Палеолога (1328–1341. године).

## Брак са царем Теодором Светославом Тертером
Цар Теодор Светослав Тертер је затражио да се ожени њоме крајем 1307. године, како би окончао успешан рат против Византијског царства који је започео када је постао цар 1300. године. Цар Андроник II је морао да пристане и такође одустане од претензија на јужноцрноморске градове као што су Месембрија и Анхијал, који су остали у границама Бугарске. Брак је вероватно склопљен у пролеће 1308. године. После смрти цара Теодора Светослава, остала је у Трнову. Изгледа да је царица Теодора била у добрим односима са својим посинком и новим царем Ђорђем II Тертером (1321–1322. године), који је био дете њене претходнице Ефросиније. У престоници је остала после ране смрти цара Ђорђа II и почетка владавине видинског деспота Михаила Шишмана.

## Брак са царем Михаилом III Шишманом
После успешног рата са Византинцима 1324. године, нови цар се развео од своје прве жене царице Ане Неде Немањић од Србије и оженио Теодором Палеолог. Тим потезом је озаконио свој ауторитет и успоставио ближе односе са царем Андроником III. У мају 1327. године, савез је обновљен и савременици су приметили да су преговори више личили на породични састанак него на праве дипломатске преговоре јер су цар Андроник III и његова мајка царица Марија (како је Рита била позната на византијском двору) тражили од цара Михаила III Шишмана да доведе царицу Теодору. Блиска веза је, међутим, била је и изговор за бугарског цара Михаила III да изврши инвазију на Византију 1328. године. После погибије цара Михаила III Шишмана у бици код Велбажда, за царицу Теодору Палеолог Шишман је било немогуће да остане у Трнову јер су се после битке царица Ана Неда Немањић и њен син и нови цар Јован Стефан (1330–1331. године, вратили из избеглиштва.

## Последње године у Цариграду
Након што је скоро четврт века живела у земљи и два пута била царица, Теодора је у јесен 1330. године, напустила Бугарску и преселила се у Цариград. Била је веома блиска са мајком цара Јована VI Кантакузина (1341–1354. године), Теодором Палеолог Анђел. Највероватније је живела са својом мајком која је у то време била монахиња, а после њене смрти и сама Теодора се замонашила под монашким именом Теодосија. Познато је да је имала децу са царем Михаилом III Шишманом и вероватно са царем Теодором Светославом Тертером, али њихова имена и број нису познати.